# Liste von Sehenswürdigkeiten in Paris

Höhenvergleich einiger Pariser Sehenswürdigkeiten

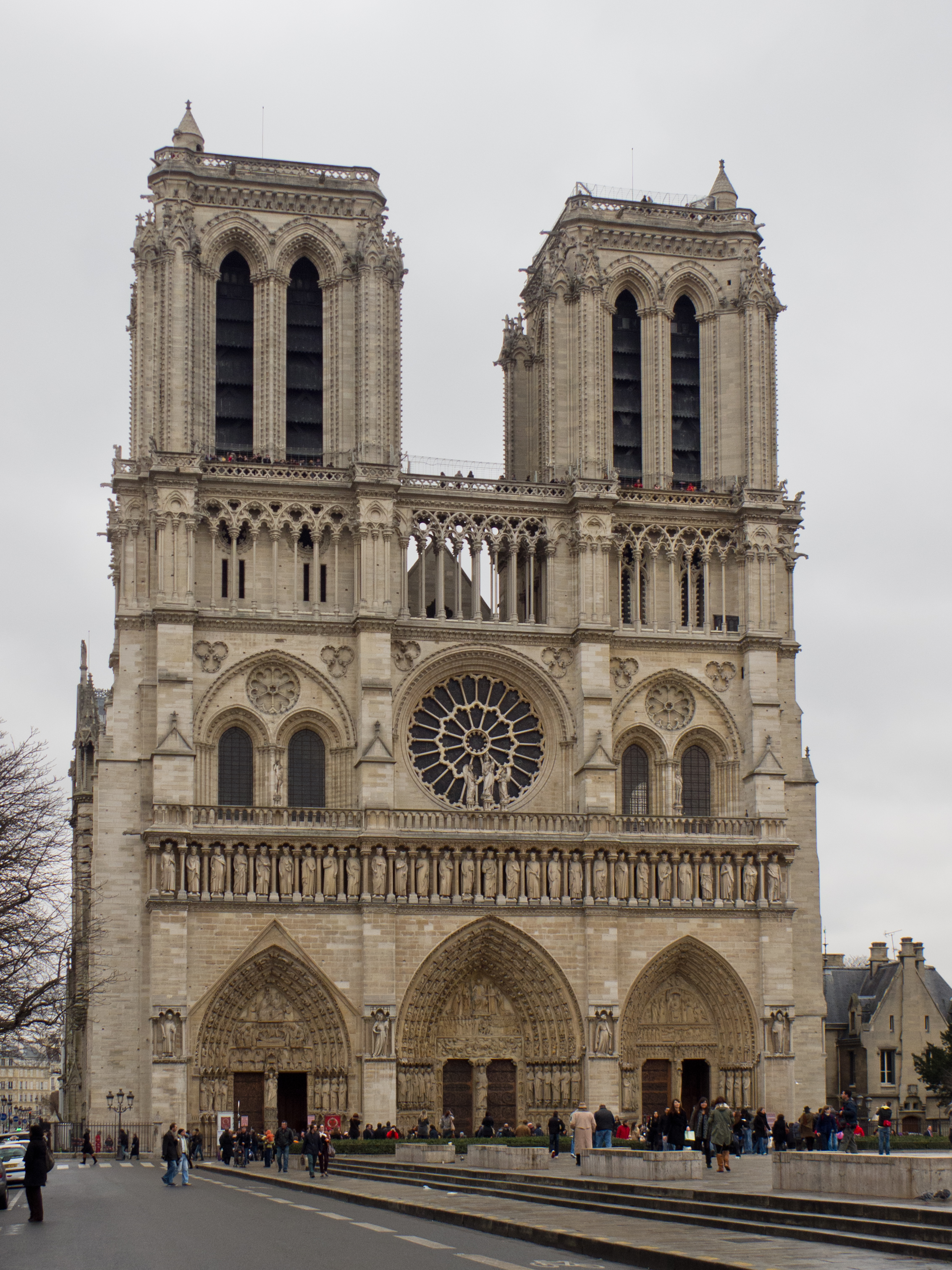
Notre-Dame de Paris

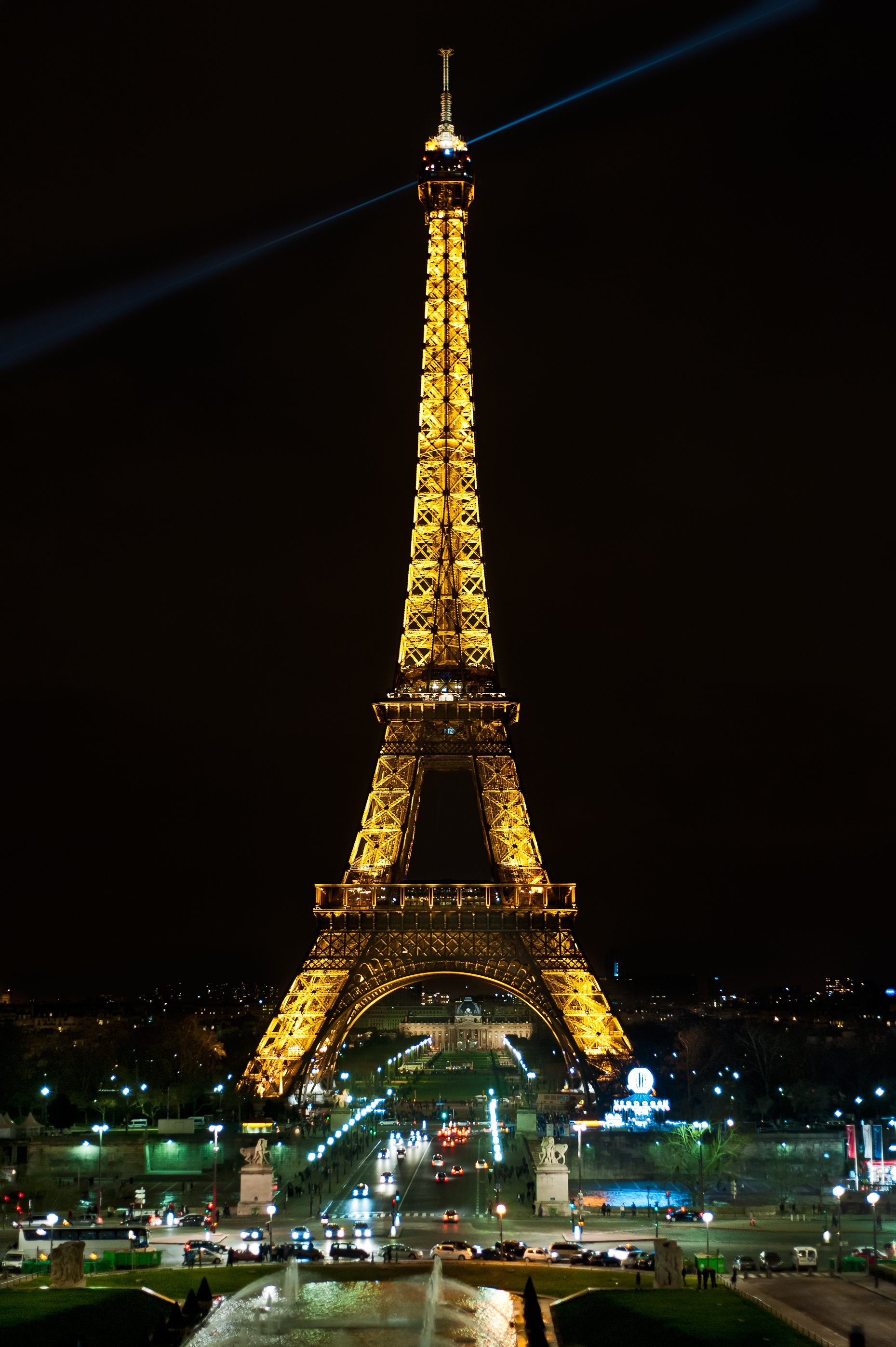
Eiffelturm bei Nacht

Der Artikel beinhaltet eine Liste der Sehenswürdigkeiten in Paris und Umgebung:

## Museen und Galerien (nach Arrondissement)
(siehe auch komplette Liste der Pariser Museen)
- 1. Arrondissement
  - Musée des Arts décoratifs
  - Galerie nationale du Jeu de Paume
  - Musée du Louvre
  - Musée des Lunettes et Lorgnettes Pierre Marly
  - Musée de la Mode et du Textile
  - Musée de l’Orangerie, in der Orangerie des Tuileriengartens
  - Pavillon des Arts
  - Musée de la Publicité

- 2. Arrondissement
  - Cabinet des Médailles et Antiques, in der Alten französischen Nationalbibliothek

- 3. Arrondissement
  - Musée des Archives Nationales, Hôtel de Soubise (Archives nationales)
  - Musée d’art et d’histoire du Judaïsme (Museum der Kunst und Geschichte des Judaismus)
  - Musée des arts et métiers, Kunst- und Gewerbemuseum in der ehemaligen Abtei St-Martin-des-Champs
  - Musée Carnavalet, Museum der Pariser Stadtgeschichte in den Hôtels Carnavalet und Le Peletier de Saint-Fargeau
  - Musée de la Chasse et de la Nature, Jagdmuseum im Hôtel de Guénégaud des Brosses
  - Musée Cognacq-Jay, Städtisches Museum des 18. Jahrhunderts
  - Musée Picasso, im Hôtel Salé
  - Musée du Centre Culturel Suédois, Museum des Schwedischen Kulturzentrums im Hôtel de Marle

- 4. Arrondissement
  - Musée National d’Art Moderne im Centre Georges Pompidou
  - Maison Européenne de la Photographie, Europäisches Haus der Fotografie
  - Maison de Victor Hugo, Haus Victor Hugo
  - Musée de la Curiosité et Académie de la Magie
  - Musée Notre-Dame de Paris in der Kathedrale Notre-Dame de Paris
  - Archäologische Krypta von Notre-Dame (Crypte archéologique de Notre-Dame)
  - Trésor de Notre Dame, Domschatz der Notre-Dame de Paris
  - Pavillon de l'Arsenal
  - Musée Adam Mickiewicz, Bleslas Biegas, Salon Chopin

- 5. Arrondissement
  - Musée de l’Assistance Publique – Hôpitaux de Paris im Hôtel de Miramion
  - Centre de la Mer et des Eaux im Ozeanographischen Institut
  - Musée national du Moyen Âge im Hôtel de Cluny neben den Thermen von Cluny
  - Musée de l’Institut du Monde Arabe
  - Muséum national d’histoire naturelle, Naturwissenschaftliches Museum im Jardin des Plantes (Botanischer Garten) mit seiner Galerie de l’évolution
  - Musée de la Police, Polizeimuseum
  - Musée Singer Polignac mit Werken von Paul Gauguin

- 6. Arrondissement
  - Musée Zadkine

- 7. Arrondissement
  - Musée d’Orsay im ehemaligen Gare d'Orsay
  - Musée du quai Branly
  - Musée Rodin im Hôtel Biron

- 8. Arrondissement
  - Musée des Arts asiatiques de la Ville de Paris – Cernuschi
  - Musée du Petit Palais, städtisches Museum der Schönen Künste

- 9. Arrondissement
  - Musée de la Vie romantique im Hôtel Scheffer-Renan

- 14. Arrondissement
  - Fondation Cartier
  - Musée de l’Observatoire (Besichtigung nur auf vorherige schriftliche Anfrage)
  - Musée de la Libération

- 15. Arrondissement
  - Musée Bourdelle
  - Mémorial du Maréchal Leclerc de Hauteclocque et de la Libération de Paris
  - Musée Pasteur; das älteste Gebäude des Institut Pasteur in Paris bildet das Pasteur-Museum
  - Musée Mendjisky – École de Paris (Kunst)

- 16. Arrondissement
  - Musée d’art moderne de la Ville de Paris
  - Maison de Balzac, Haus von Balzac
  - Musée Galliera, städtisches Modemuseum
  - Musée Guimet
  - Musée Marmottan Monet
  - Musée des Monuments français im Palais de Chaillot
  - Stiftung Louis Vuitton – Le Vaisseau de verre (Glasschiff) von Frank Gehry, Bois de Boulogne 2014

- 18. Arrondissement
  - Musée de Montmartre

- 19. Arrondissement
  - Parc de la Villette

## Profane Gebäude
- in Paris (Auswahl, alphabetisch)
  - Arena von Lutetia, 5. Arrdt.
  - Bibliothèque nationale de France (Site Richelieu-Louvois), 2. Arrondissement
  - Cité Internationale Universitaire de Paris, 14. Arrdt.
  - Conciergerie, Teil des Palais de la Cité, 1. Arrdt.
  - Eiffelturm, Wahrzeichen der Stadt, 7. Arrdt.
  - Hôtel de Ville, Rathaus, 4. Arrdt.
  - Louvre, ehemaliger Königspalast, Museum, 1. Arrdt.
  - Moulin Rouge, 18. Arrdt.
  - Opéra Garnier, 9. Arrdt.
  - Opéra Bastille, 12. Arrdt.
  - Palais de la Cité, ehemalige Königsburg, Palais de Justice, 1. Arrdt.
  - Palais du Luxembourg, früheres Landschloss der Königinmutter, Sitz des Senates, 6. Arrdt.
  - Palais Royal, frühere Kardinals- und Königsresidenz 1. Arrdt.
  - Panthéon, Ruhmeshalle, 5. Arrdt.
  - Thermen von Cluny, 5. Arrdt.
  - Triumphbogen, am Kreuzpunkt von 8., 16. und 17. Arrdt.

### Stadtpalais (Hôtels particuliers)
siehe auch: Hôtel particulier
- im Marais-Viertel (Auswahl, chronologisch)
  - Hôtel de Sens (1474, 1507–1519), 4. Arrdt.
  - Hôtel de Carnavalet (1548–1560), beherbergt das Museum der Pariser Stadtgeschichte, 3. Arrdt.
  - Hôtel d’Albret (1550, im 18. Jahrhundert vergrößert), 4. Arrdt.
  - Hôtel Lamoignon (1594–1598), beherbergt die Bibliothek der Pariser Stadtgeschichte, 4. Arrdt.
  - Hôtels der Place des Vosges (1605–1612), 3. Arrdt.
  - Hôtel de Mayenne (1613–1617, 1709 verändert), 4. Arrdt.
  - Hôtel de Sully (1624–1630), beherbergt den Denkmalpflegeverein, 3. Arrdt.
  - Hôtel de Saint-Aignan (1644–1650), beherbergt das Musée d'Art et d’Histoire du Judaïsme (Museum der Kunst und Geschichte des Judaismus), 3. Arrdt.
  - Hôtel Gunénégaud (1648–1651?), beherbergt das Jagdmuseum, 3. Arrdt.
  - Hôtel de Beauvais (1654), 4. Arrdt.
  - Hôtel Salé (1656), beherbergt das Picasso-Museum, 3. Arrdt.
  - Hôtel Libéral Bruant (1685), 3. Arrdt.
  - Hôtel de Saint-Fargeau (1686), gehört zum Museum der Pariser Stadtgeschichte, 3. Arrdt.
  - Hôtel Mansart de Sagonne (1699), Privatresidenz, 4. Arrdt.
  - Hôtel de Soubise (1705–1709), beherbergt das Nationalarchiv, 3. Arrdt.
  - Hôtel de Rohan Strasbourg (1708), 3. Arrdt.
  - Hôtel d’Hallevyl (Anfang 18. Jahrhundert), 3. Arrdt.

- auf der Ile Saint-Louis (Auswahl)
  - Hôtel Lambert (1639), 4. Arrdt.
  - Hôtel de Lauzun (1657–1658), 4. Arrdt.
- im Faubourg Saint-Honoré (Auswahl)
  - Élysée-Palast, ehemals Hôtel d'Evreux (1718), Residenz des französischen Staatspräsidenten (nicht öffentlich zugänglich), 8. Arrdt.

- im Faubourg Saint-Germain (Auswahl, chronologisch)
  - Hôtel Beauharnais (1713), Residenz des deutschen Botschafters (nicht öffentlich zugänglich), 7. Arrdt.
  - Palais Bourbon (1722), Sitz der Nationalversammlung (Besichtigung nur nach Anmeldung), 7. Arrdt.
  - Hôtel Matignon (1721–1723), Residenz des französischen Premier-Ministers (nicht öffentlich zugänglich), 7. Arrdt.
  - Hôtel de Lassay (1724), Residenz des Präsidenten der Nationalversammlung (nicht öffentlich zugänglich), 7. Arrdt.
  - Hôtel Biron (1728), beherbergt das Musée Rodin, 7. Arrdt.

## Kirchen und Klöster

### Romanik
- St. Aignan (geschlossen), 4. Arrdt.
- St. Germain-des-Prés (um 1000–1163), stark verändert, 6. Arrdt.
- St-Martin-des-Champs (1125–1250), seit 1798 Teil des Musée des arts et métiers
- St-Pierre de Montmartre (1134 – 15. Jahrhundert), 18. Arrdt.
- St-Julien-le-Pauvre (1170 – 17. Jahrhundert), 5. Arrdt.

### Gotik
- Collège des Bernardins (13./14. Jh.), 5. Arrondissement
- Notre-Dame de Paris (1163–1345) (nach einem Brand für mehrere Jahre geschlossen), 4. Arrdt.
- Sainte-Chapelle (1244–1248), 1. Arrdt.
- Pfarrkirche Saint-Germain-l’Auxerrois (1220 – 15. Jahrhundert), 1. Arrdt.
- Pfarrkirche Saint-Séverin (1220 – 15. Jahrhundert), 5. Arrdt.
- Saint-Eustache (1492–1626), 4. Arrdt.
- Saint-Gervais-Saint-Protais, Pfarrkirche (1494–1621), 4. Arrdt.
- St. Jacques-de-la-Boucherie (Tour St. Jacques, um 1500), Turm, 4. Arrdt.
- Pfarrkirche Saint-Étienne-du-Mont (1515–1612), 5. Arrdt.
- Pfarrkirche St. Merry (16. Jh.), 4. Arrdt.

### Französischer Klassizismus (Barock)
- Port Royal de Paris (um 1620), Klosterkreuzgang (keine Besuche) 14. Arrdt.
- St. Paul-Saint-Louis (1627–1641)
- St. Ursule-de-la-Sorbonne (1635), 5. Arrdt.
- St. Louis des Invalides (1671–1679), 7. Arrdt.
- Chapelle Royale des Invalides (1670–1691), 7. Arrdt.

### 18. Jahrhundert
- Saint-Sulpice (1649 – 18. Jahrhundert), 6. Arrdt.

### 19. und 20. Jahrhundert
- Notre-Dame-de-Lorette (1823–1836), 9. Arrdt.
- La Madeleine (1806–1842), 8. Arrdt.
- St. Vincent-de-Paul (1824–1844), 10. Arrdt.
- La Trinité (Paris) (1861–1867), 9. Arrdt.
- St-Augustin (1860–1871), 8. Arrdt.
- St-Pierre de Montrouge (1863–1872), 14. Arrdt.
- Sacré-Cœur (1875–1920), 18. Arrdt.
- St-Jean de Montmartre (1894–1904), 18. Arrdt.
- Saint-Christophe-de-Javel, (1926–1930), 15. Arrdt.

## Sonstige Sakralbauten
- Große Pariser Moschee
- Synagoge der Rue Pavée

## Plätze und Straßen
- Plätze, in chronologischer Reihenfolge:
  - Place des Vosges (1605–1611), 3./4. Arrdt.
  - Place Dauphine (1607–1612), 1. Arrdt.
  - Place des Victoires (1675), 1./2. Arrdt.
  - Place Vendôme (1690–1720), 1. Arrdt.
  - Place de la Concorde (1755, unvollendet), im Osten des 8. Arrdt.
  - Place de la Bastille (1792), 4./11./12. Arrdt.
  - Place du Trocadéro et du 11 Novembre, 16. Arrdt.
  - Place Charles-de-Gaulle-Étoile (1853)
  - Place du Tertre, 18. Arrdt. – Montmartre

- Straßen, in alphabetischer Reihenfolge:
  - Avenue des Champs-Élysées, 8. Arrdt.
  - Axe historique
  - Quai d’Orsay
  - Rue du Faubourg Saint-Honoré, 8. Arrdt.
  - Rue Saint-Martin (3./4. Arrdt.)
  - Rue Saint-Jacques (5. Arrdt.)

## Brücken
- Passerelle Simone de Beauvoir (2006)
- Petit Pont (1853)
- Pont Alexandre III (1900)
- Pont des Arts (1804)
- Pont de Bir-Hakeim (1903–1905)
- Pont au Change (1860)
- Pont au Double (1881–1883)
- Pont Mirabeau (1893–1896)
- Pont Neuf (1578–1607)
- Pont Notre-Dame (1910–1914)
- Pont Royal (1685–1689)
- Pont Saint-Michel (1857)

## Sehenswerte Stadtteile
- Belleville
- Butte aux Cailles
- Quartier des Halles
- Marais
- Montmartre
- Passy
- Pigalle
- Quartier Latin
- Quartier Saint-Germain-des-Prés
- Beaugrenelle, Front de Seine

## Parks und Gärten
- Parc de Bercy
- Parc Georges Brassens
- Parc des Buttes-Chaumont
- Jardin du Luxembourg
- Parc Monceau
- Jardin des Plantes
- Jardins du Trocadéro
- Jardin des Tuileries
- Parc de la Villette

## Diverses
- Stadtmobiliar:
  - Wallace-Brunnen, verteilt über das ganze Stadtgebiet
  - Colonnes Morris, „Litfaß“-Säulen
  - Metrostationen von Hector Guimard
- Sehenswerte Infrastruktur:
  - Die Égouts, das Pariser Kanalisationssystem

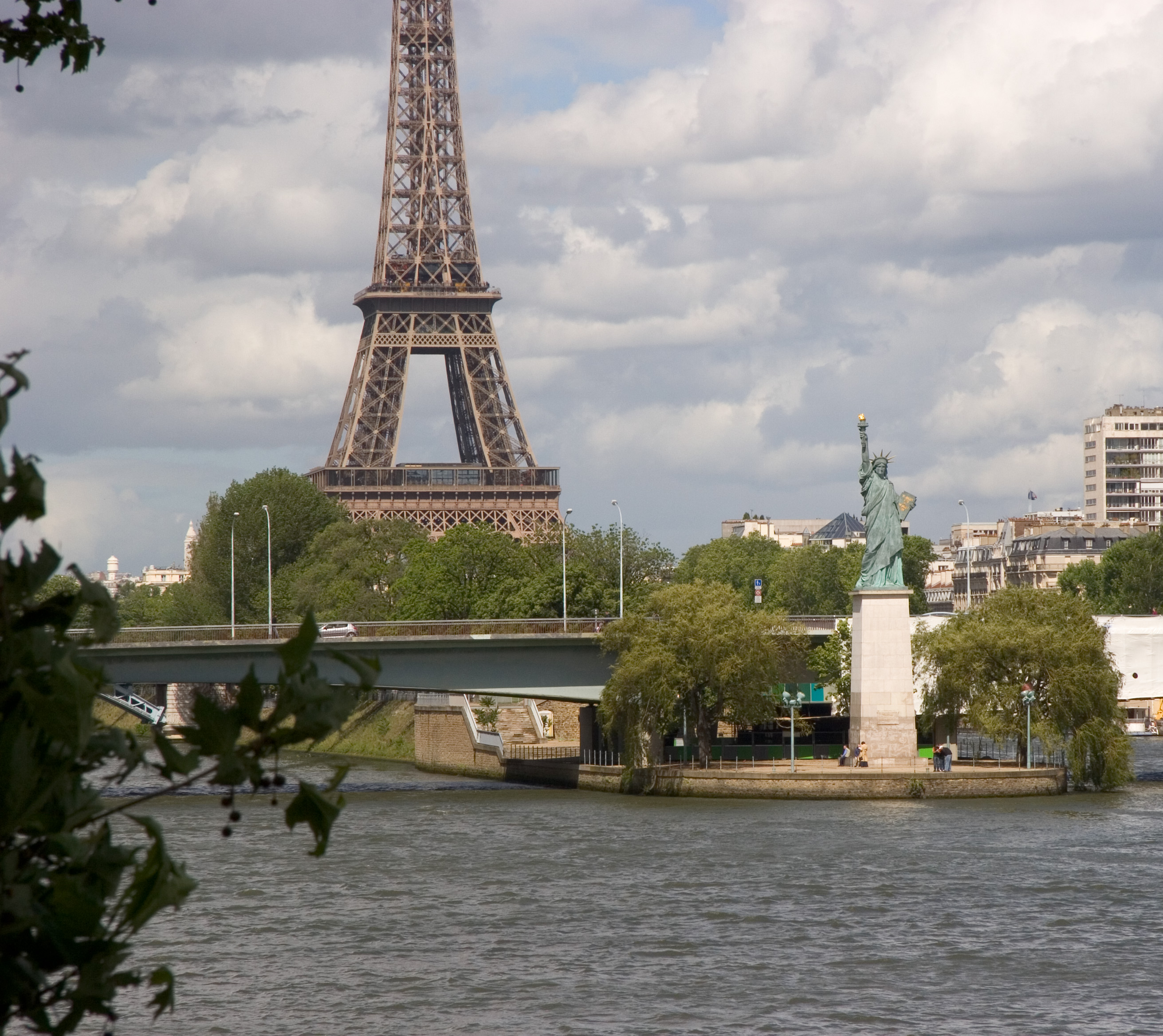
Die Freiheitsstatue in Paris vor dem Eiffelturm.

- Friedhöfe
  - Katakomben von Paris
  - Cimetière du Père-Lachaise
  - Cimetière de Montmartre
  - Cimetière Montparnasse
  - Cimetière de Passy

- Le mur des je t’aime
- Canal Saint-Martin
- Galeries Lafayette
- Institut du monde arabe
- Jardin des plantes

- Freiheitsstatue in Paris

## Sehenswürdigkeiten in der Umgebung von Paris
- Disneyland Resort Paris, Freizeitkomplex (in Marne-la-Vallée ca. 30 km östlich von Paris)
- La Défense, Geschäftsbezirk (im Westen von Paris)
- Schloss Fontainebleau
- Schloss Malmaison (in Rueil-Malmaison westlich von Paris)
- Schloss Versailles (in Versailles südwestlich von Paris)
- Stade de France, Frankreichs Nationalstadion (in Saint-Denis, einem nördlichen Vorort von Paris)
- Cimetière des Chiens, Hundefriedhof (in Asnières-sur-Seine nordwestlich von Paris, geschlossen)